# مورين بوتير
مورين بوتير (بالإنجليزية: Maureen Potter)‏ هي مغنية أيرلندية، ولدت في 3 يناير 1925 في فيرفيو (دبلن) في جمهورية أيرلندا، وتوفيت في 7 أبريل 2004 في Clontarf, Dublin ‏ في جمهورية أيرلندا.

## وصلات خارجية
- مورين بوتير على موقع IMDb (الإنجليزية)
- مورين بوتير على موقع قاعدة بيانات برودواي على الإنترنت (الإنجليزية)
- مورين بوتير على موقع إن إن دي بي (الإنجليزية)
- مورين بوتير على موقع ديسكوغز (الإنجليزية)
- مورين بوتير على موقع قاعدة بيانات الفيلم (الإنجليزية)